# Chamaedorea piscifolia
Chamaedorea piscifolia är en enhjärtbladig växtart som beskrevs av Hodel, G.Herrera och Casc. Chamaedorea piscifolia ingår i släktet Chamaedorea och familjen Arecaceae.
Artens utbredningsområde är Costa Rica. Inga underarter finns listade i Catalogue of Life.